# Town Creek
Town Creek es un pueblo ubicado en el condado de Lawrence en el estado estadounidense de Alabama. En el censo de 2000, su población era de 1216.

## Demografía
En el 2000 la renta per cápita promedia del hogar era de $ 24.583$, y el ingreso promedio para una familia era de 29.018$. El ingreso per cápita para la localidad era de 14.204$. Los hombres tenían un ingreso per cápita de 30.000$ contra 20.500$ para las mujeres.

## Geografía
Town Creek está situado en 34°40′17″N 87°24′30″O / 34.67139, -87.40833 (34.671518, -87.408311)
Según la Oficina del Censo de los EE. UU., la ciudad tiene un área total de 2.69 millas cuadradas (6.97 km²).